# عیاران (مجموعه تلویزیونی)
عیاران نام یک مجموعهٔ تلویزیونی ایرانی به کارگردانی کاظم بلوچی است که در سال ۱۳۷۴ تولید و از سیمای جمهوری اسلامی ایران پخش گردید.

## خلاصه داستان
«مسلم» که زنش را از دست داده و صاحب فرزندی است،  خانه و زندگی‌اش را رها کرده و در شهری دیگر، سرگردان است و روزگار را به بی مسئولیتی و میخوارگی می‌گذراند. «پهلوان اکبر»، به رغم مخالف‌های خانواده و اطرافیان، تصمیم می‌گیرد به «مسلم» کمک کند و او را از این وضعیت برهاند.

## بازیگران و عوامل تولید

### بازیگران
- جمشید مشایخی
- علی نصیریان
- جمشید لایق
- کاظم بلوچی
- جلیل فرجاد
- مهدی فقیه
- پروین میکده
- کاظم افرندنیا
- مهری ودادیان
- حسین کسبیان
- اسماعیل خلج
- سروش خلیلی
- لادن طباطبایی
- مصطفی طاری
- ولی شیراندامی
- عنایت‌الله شفیعی
- انوشیروان ارجمند
- کریم اکبری مبارکه
- فیروز بهجت‌محمدی
- کمند امیرسلیمانی
- سعید امیرسلیمانی
- آزاده خورشیددوست
- اسدالله منجزی
- جلال آهنیان
- صادق توکلی
- محمد یگانه
- مریم معترف
- هاشم ارکان
- حسن افشار
- اکبر بلندی
- حسین افشار
- حسن کاخی
- حسین کسری
- حشمت آرمیده
- اسکندر رفیعی
- حسین چنگی
- رضا فرهادی
- عنایت ارجمند
- صفدر سیاهپوش
- محمدتقی شریفی
- میرصلاح حسینی
- محمدرضا خجسته
- نصرت‌الله زمان‌پور
- نسرین خسروانی
- محمدکاظم پورستار
- علی‌اکبر طوفان‌پناه
- مرتضی یوسف‌دوست
- محمدرضا میرزاآقاخان

### عوامل تولید
- کارگردان: کاظم بلوچی
- فیلمنامه: محسن دامادی
- تصویربردار: عباس باقریان
- تدوین: سهراب میرسپاسی
- موسیقی: محمدرضا علیقلی
- منشی صحنه: مینا زرپور
- تهیه‌کننده: نورالدین حجازی
- فرمت پرونده: ویدئویی
- تعداد قسمت‌ها: ۱۳ قسمت
- مدت زمان: ۶۵۰ دقیقه
- محصول: سیمافیلم
- سال تولید: ۱۳۷۴